# مناهضات مستقبلات إن كي1
مناهضات التاخيكينين 1 (إن كي1) هي فئة جديدة من الأدوية التي تمتلك خصائص فريدة مضادة للاكتئاب والقلق ومضادة للقئ. تعمل مضادات إن كي1على تعزيز فعالية مناهضات مستقبلات السيروتونين في منع الغثيان والقيء. كان اكتشاف مناهضات مستقبلات التاخيكينين1 (إن كي1) نقطة تحول في الوقاية من الغثيان والقيء المرتبطين بالعلاج الكيميائي للسرطان.
الأبريتينت أحد الأمثلة عن أدوية هذه الفئة. يبدو أن القيء الناجم عن العلاج الكيميائي يتكون من أطوار حادة ومتأخرة. مازال الطور الحاد من التقيؤ حتى الآن يستجيب على مناهضات مستقبلات السيروتونين بينما بقي التحكم بالطورالمتأخر صعبًا. أدى اكتشاف وتطوير مناهضات مستقبلات إن كي1 إلى إحداث تأثير مضاد للقئ في كلا طوري التقيؤ الحاد منها والمتأخر على وجه الخصوص. الكاسوبيتانت، والنيتابتنت، والرولابتنت هي بعض الإضافات الحديثة في هذه المجموعة. يتميز الرولابتنت بعمر نصف أطول بكثير يبلغ 160 ساعة وحصل على موافقة إدارة الغذاء والدواء الأمريكية في عام 2015.
كان أول استخدام سريري مُسجّل لمناهضات مستقبلات إن كي1هو علاج التقيؤ المرتبط بالعلاج الكيميائي للسرطان.

## التاريخ
في عام 1931، اكتشف فون اويلر وغادوم المادة بّي (إس بّي) في دماغ الحصان وأمعائه. أظهرت المادة تأثيراتٍ قوية موسعة للأوعية ونشاط مقبض لأمعاء الأرانب. بُذلت الكثيرمن الجهود لتنقية هذه المادة من أنسجة الثدييات المتنوعة، لكن ثلاثين عامًا من البحث لم تنجح. اكتشف ارسبامر الببتيدات غير الثدية التي أثارت نفس التأثيرات الموسعة للأوعية والمقبضة مثل المادة بّي في أوائل الستينيات. كان لهذه الببتيدات تسلسل مشترك ذونهاية كربوكسيلية، وجمّعت معًا على أنها تاخيكينين. في عام 1971، تمكن تشانغ من تنقية االمادة بّي من أمعاء الحصان وتحديد تسلسل أحماضها الأمينية; صُنّفت المادة بّي بعد ذلك على أنها تاخيكينين الثدييات. في وقت لاحق أصبح من الواضح أن المادة بّي هي ببتيد عصبي شائع في الجهاز العصبي المركزي والمحيطي. في منتصف الثمانينيات، اكتُشف تاخيكينين الثدييات الإضافي النوروكاينن أ (إن كي إيه) والنوروكاينن ب (إن كي بي). وأدى ذلك إلى مزيد من البحث، نتج عنه عزل الجينات المشفرة لتاخيكينين الثدييات واكتشاف ثلاثة مستقبلات مختلفة له. في عام 1984، تقرر تسمية مستقبلات التاخيكينين بمستقبلات التاخيكينين إن كي1، ومستقبلات التاخيكينين إن كي2، والتاخيكينين إن كي3.
أثارت الأبحاث البيولوجية التي حددت الوظائف العديدة للتاخيكينين اهتمامًا بتطوير مناهضات مستقبلات النيوروكينين. في الثمانينيات، كانت العديد من مناهضات الببتيد المشتقة من المادة بّي هي أولى مناهضات مستقبلات إن كي1. ومع ذلك، فإن هذه المركبات، مثل معظم المركبات الببتيدية، لديها مشاكل في الانتقائية والفعالية والذوبان والتوافر الحيوي. لهذا السبب، ركزت شركات الأدوية على تطوير مناهضات مستقبلات إن كي1 غير الببتيدية، وفي عام 1991، كشفت ثلاث شركات مختلفة عن أولى نتائجها. منذ ذلك الحين، أُجريت أبحاث مكثفة حول مناهضات مستقبلات إن كي1 غير الببتيدية، وظهرت العديد من البنى وبراءات الاختراع. اقتُرح هذا المفهوم في أوائل التسعينيات، وفي عام 1998، قدّم كريمر وآخرون، تقاريرعن البيانات السريرية حول فعالية وسلامة إم كي-869 (أبريبيتانت) لدى المرضى الذين يعانون من اضطراب اكتئابي شديد. في عام 2003، حصل أول مناهض لمستقبل إن كي1 الأبريبيتانت (اميند)، على موافقة للتسويق من إدارة الغذاء والدواء الأمريكية (إف دي إيه).

## اكتشاف الدواء وتطويره
في عام 1991، بحثت ثلاث مجموعات مختلفة مناهضات مستقبلات إن كي1 المختلفة عن طريق فحص المجموعات الكيميائية. اكتشف كل من استمان كوداك وسترلينغ وينثرب السلسلة الستيرويدية من مناهضات مستقبلات إن كي1، التي أثمرت عن بعض المركبات ولكنها افتقرت إلى الألفة الكافية لمستقبل إن كي1، على الرغم من الدراسات التي أُجريت حول علاقة البنية بالفعالية (إس إيه آر). ثبُت أن هذه السلسلة ذات سميّة ً كبيرة. على الرغم من اصطناع العديد من مشتقات المركبات الستيرويدية، إلا أن النشاط البيولوجي لم يتحسن.
اكتشف رون بوليك المركب آر بّي-67580، الذي أظهر ألفة عالية لمستقبل إن كي1 في الجرذان والفئران، ولكن ليس في البشر. أدت دراسات علاقة البنية بالفعالية التي أُجريت من أجل تحسين الانتقائية لمستقبل إن كي1 البشري إلى تطوير مركب يسمى آر بّي آر-100893. أظهر هذا المركب نشاطًا جيدًا في الجسم الحي وعلى النماذج الحيوانية المخصصة لدراسة الألم ووصل حتى المرحلة الثانية من مراحل التطوير لعلاج الصداع النصفي ولكن توقف بعد ذلك، كما كان الحال مع مناهضات مستقبلات إن كي1 الأخرى التي اختُبرت لنفس الحالة.
اكتشفت الشركة الثالثة، فايزر، بنية الكوينوكليدين بنزيلامين، والتي كانت تسمى سي بّي-9634. تكون بنية سي بّي-96345 بسيطة نوعًا ما، يتكون من سقالة كينوكليدين غير مرنة تحتوي على ذرة نيتروجين أساسية، ومجموعة بنزهيدريل ومجموعة أو- ميتوكسي- بنزيل أمين. أظهر هذا المركب ألفةً كبيرة لمستقبل إن كي1، ولكنه تفاعل أيضًا مع مواقع ارتباط شاردة الكالسيوم (Ca+2). اعتُبرت ذرة نيتروجين الكينوكليدين الأساسية جدًا في المركب مسؤولةً عن الارتباط بشاردة الكالسيوم، الذي تسبب في عدد من التأثيرات الجهازية، غير المرتبطة بحجب مستقبل إن كي1. نتيجةً لهذا السبب وأيضًا لتبسيط البنية، أُجريت الألكلة في هذا الموقع لإنتاج المشابهات.
اصطُنع المركب سي بّي-99994 عن طريق استبدال حلقة الكوينوكليدين بحلقة بيبريدين واستبدال مجموعة البنزهدريل بمجموعة بنزيل. اتصف سي بّي- 99994 بألفة عالية لمستقبل إن كي1 البشري وبدأت على إثره عدد كبير من دراسات علاقة البنية بالفعالية، التي هدف كل منها إلى تحديد المتطلبات البنيوية التي تؤدي لتفاعل عالي الألفة مع مستقبل إن كي1، ولجعل الجزيء أبسط، ولتحسين خصائصه الكيميائية الفيزيائية والدوائية. خفف سي بّي-99994 آلام الأسنان لدى البشر ودخل المرحلة الثانية من التجارب السريرية؛ لكن العملية توقفت بسبب ضعف توافره الحيوي. بحثت شركة فايزر العديد من مناهضات مستقبلات إن كي1 الأخرى ذات الصلة. إن المركب سي جاي- 11974، المعروف أيضًا باسم إيزلوبيتانت، مشابه قريب لسي بّي-96345 الذي يمتلك مجموعة إيزوبروبيل على حلقة الميتوكسي بنزيل. طوّر حتى المرحلة الثانية من التجارب السريرية لعلاج التقيؤ الناتج عن العلاج الكيميائي قبل أن يتوقف تطويره. كان سي بّي-122721 عبارة عن نظير سي بّي-99994 الحاوي على مجموعة ثلاثي فلورو ميثوكسي على حلقة أو- ميتوكسي بنزيل. دخل المرحلة الثانية من التجارب السريرية لعلاج الاكتئاب والتقيؤ والأمراض الالتهابية، ولكن لم يُبلّغ عن مزيد من مراحل التطور.

## التطورات المستقبلية
يعتبر القيء الناجم عن العلاج الكيميائي مشكلة رئيسية في علاج السرطان. من أجل هذه الحالة يُدرس المركب الجديد، تي-2328، وهومناهض غير ببتيدي لعائلة التاخيكينين إن كي1. يُعطى تي- 2328 عن طريق الوريد، ويعالج التقيؤ الحاد والمتأخر. من المُقترح أنه يمارس تأثيره المضاد للقيء من خلال العمل على مستقبلات إن كي1 في الدماغ. تي-2328 قوي جدًا؛ ثابت التثبيط من مجال ما تحت النانومولار وهو أقل 16 مرة من الأبريبتانت. الالأاللاااالاأأأابر يكون التثبيط انتقائيًا للغاية بالنسبة لمستقبلات إن كي1.
تعتبر مستقبلات إن كي2 و إن كي3 أيضًا أهدافًا لفئات جديدة من الأدوية، كما أظهرت أيضًا تأثيرات بارزة مضادة للاكتئاب ومضادة للقلق. أظهرت الدراسات أن ثابت التثبيط (كي آي) لمستقبلات إن كي2 كان أعلى 10000 مرة، ولمستقبلات إن كي3 أعلى 1000 مرة من مستقبلات إن كي1. كان الألفة أيضًا أقل بكثير بالنسبة لمستقبلات إن كي2 وإن كي3. منذ اكتشاف التاخيكينينات، ثبت أنها تمتلك نشاطًا بيولوجيًا في عدد من الأنظمة المرضية والفسيولوجية. ومع ذلك، فإن الإمكانات العلاجية لمناهضات التاخيكينين لم تُفهم تمامًا.